# Dvale
Dvale eller hi er en tilstand som mange dyr og planter benytter til at komme igennem ugunstige perioder. Det kan fx være perioder med tørke, mangel på føde, frostvejr osv.
I dvaletilstanden nedsættes stofskiftet, så der spares mest muligt på energien.

## Eksempler
- Den brune bjørn går i hi og sover flere måneder hver vinter.
- Mursejlerens unger kan gå i dvale, hvis det bliver dårligt vejr og forældrefuglene derfor bliver nødt til at flyve langt væk for at finde føde.
- Mange Mosarter kan tåle at blive næsten helt udtørrede.

| Naturvidenskab | Spire Denne naturvidenskabsartikel er en spire som bør udbygges. Du er velkommen til at hjælpe Wikipedia ved at udvide den. |